# Xenikophyton seidenfadenianum
Xenikophyton seidenfadenianum är en orkidéart som beskrevs av M.Kumar, Sequiera och Jeffrey James Wood. Xenikophyton seidenfadenianum ingår i släktet Xenikophyton och familjen orkidéer. Inga underarter finns listade i Catalogue of Life.